# Maria Antònia Peralba Pellicer
Maria Antònia Peralba Pellicer   (Coll de Nargó, 1957) és una metgessa de Coll de Nargó que ha treballat durant 40 anys com a metgessa d'atenció primària al món rural, 35 dels quals al seu poble.
Va començar treballant al CAP Oliana. Ha treballat per mantenir els serveis als pobles. El 2024 va rebre la Creu de Sant Jordi "per la seva professionalitat i empenta" i la seva defensa de l'atenció mèdica al món rural.